# Shaftesbury Avenue
Pour les articles homonymes, voir Shaftesbury.
Shaftesbury Avenue est une des artères de Londres.

## Situation et accès
Elle part de Piccadilly Circus pour arriver à New Oxford Street au nord-est et croise Charing Cross Road au niveau de Cambridge Circus. La section occidentale (à l'ouest de Cambridge Circus) se trouve dans la Cité de Westminster, la section orientale se trouve dans le borough de Camden.

## Origine du nom
Son nom fait référence à Anthony Ashley-Cooper, 7e comte de Shaftesbury.

## Historique
Shaftesbury Avenue a été créée à la fin du XIXe siècle afin d'améliorer les conditions de circulation dans ce secteur. On considère généralement qu'elle fait pleinement partie du secteur des théâtres du West End. En effet, on y trouve les théâtres Lyric, Apollo, Gielgud et Queens, tous rassemblés du côté nord de la voie menant de Piccadilly Circus à Charing Cross Road. Un autre théâtre réside à l'intersection de Shaftesbury Avenue et Charing Cross Road, et enfin, à la fin de la rue, au nord-est, siège un large théâtre nommé le Shaftesbury Theatre.

## Bâtiments remarquables et lieux de mémoire

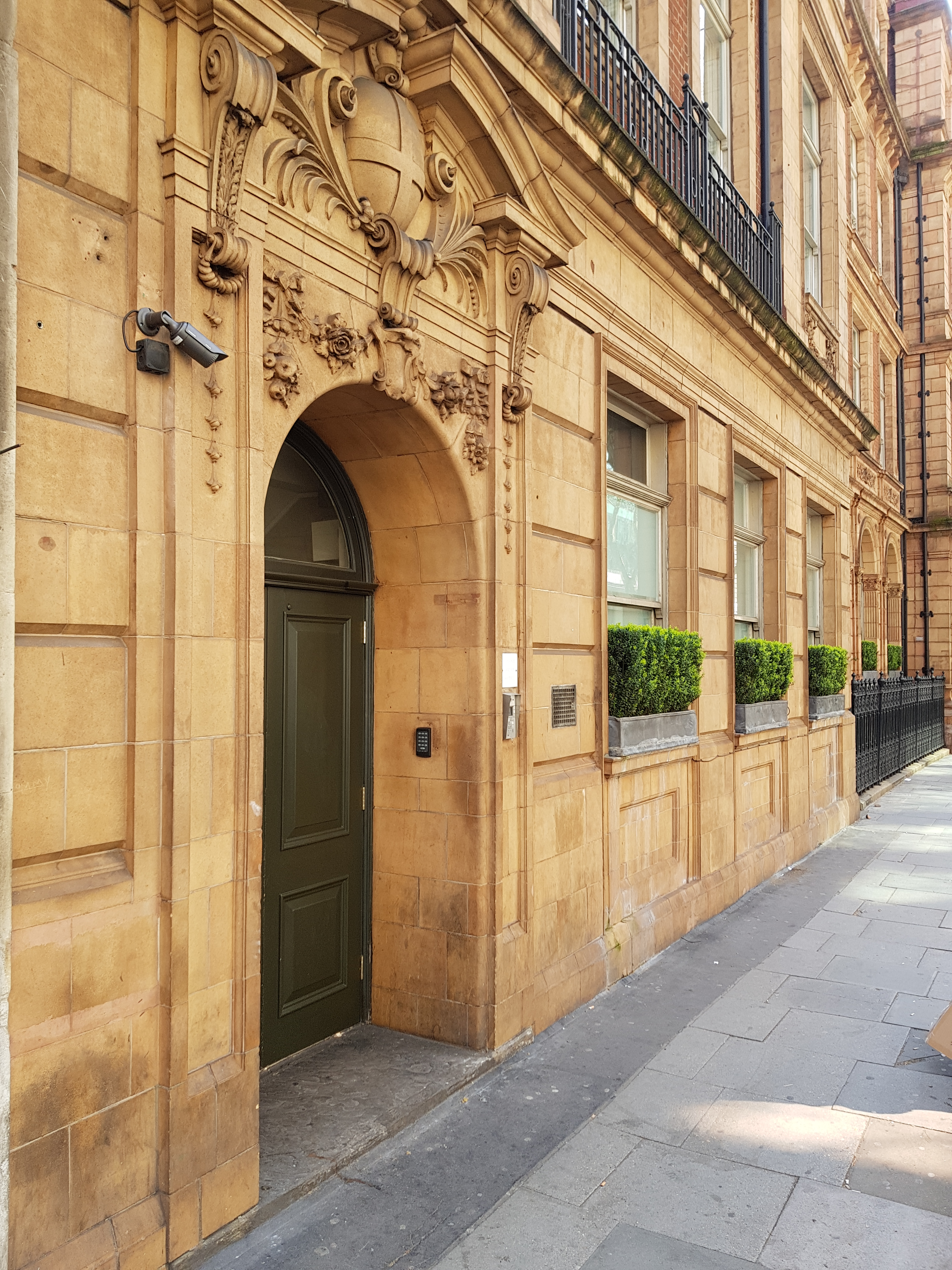
Ancien hôpital français.

- No 20 : Rainforest Cafe de Londres ;
- No 66 : Theatre Café, premier café de Londres sur la thématique des comédies musicales ;
- Nos 172-176 : ancien hôpital français (1890-1966)[1].

## Dans la culture populaire
- Le nom de la rue est cité dans la chanson Wild West End de Dire Straits. Il est également cité dans la chanson "London is the PLace for Me" de Lord Kitchener dans laquelle le chanteur de calypso d'origine jamaïcaine explique que le promeneur qui descendra cette avenue rira, discutera, appréciera la brise et admirera le beau décor ('There you will laugh and talk and enjoy the breeze / And admire the beautiful scenery / Of London that's the place for me'). Cependant ce message is ironic.

Dans Harry Potter et les Reliques de la Mort - Partie 1, le personnage d’Hermione Granger y transplane et évoque ses visites pour se rendre au théâtre lorsqu’elle était enfant.